# چوب گلوله
چوب گلوله (نام علمی: Manilkara bidentata) نام یک گونه از سرده خیز نی است.